# Прикубанский округ
Прикуба́нский внутригородско́й о́круг — один из четырёх внутригородских округов города Краснодара (муниципального образования город Краснодар) Краснодарского края России.

## География
Занимает западную, северо-западную, северную и северо-восточную части города Краснодар. Округу также подчинены территории Елизаветинского, Берёзовского и Калининского сельских округов соответственно к западу, северо-западу и северо-востоку от центра Краснодара. Граничит с Западным, Центральным и Карасунским внутригородскими округами Краснодара, Динским и Красноармейским районами Краснодарского края, а также по реке Кубань с Республикой Адыгея. Территория округа самая большая в муниципальном образовании город Краснодар — площадь её 474 км².

## История
- 21 февраля 1975 года в результате разукрупнения Ленинского и Первомайского районов Краснодара был образован Прикубанский район.
- 17 апреля 1978 года в административное подчинение Прикубанского района были переданы части территорий соседних районов, включая посёлок Калинино и станицу Елизаветинская.
- В марте 1994 года Прикубанский район преобразован в Прикубанский административный округ.
- С марта 2004 года — Прикубанский внутригородской округ города Краснодара; посёлок городского типа Калинино вошёл в черту города Краснодара как его микрорайон.

## Население
В целом (включая сельские округа)
| 2002     | 2010     | 2014     | 2015     | 2016     | 2017     | 2018     |
| -------- | -------- | -------- | -------- | -------- | -------- | -------- |
| 156 086  | ↗260 461 | ↗292 825 | ↗309 465 | ↗327 770 | ↗347 923 | ↗357 449 |
| 2019     | 2020     | 2021     | 2023     |          |          |          |
| ↗364 980 | ↗373 956 | ↗468 962 | ↗481 953 |          |          |          |

Городская черта (городское население)
| 2002     | 2010     | 2012     | 2013     | 2014     | 2015     | 2016     |
| -------- | -------- | -------- | -------- | -------- | -------- | -------- |
| 156 086  | ↗206 280 | ↗216 409 | ↗227 381 | ↗238 484 | ↗254 888 | ↗271 968 |
| 2017     | 2018     | 2019     | 2020     | 2021     | 2023     |          |
| ↗291 170 | ↗301 249 | ↗309 319 | ↗318 525 | ↗404 884 | ↗417 875 |          |

Население округа в пределах города Краснодара, включая бывший посёлок Калинино, по переписи населения 2010 года составляет 206 280 чел., по оценке на 2023 год — 417 875 чел. Общее население округа с учётом сельских округов — 260 461 чел, по оценке на 2023 год — 481 953 чел.

## Состав округа
В состав округа входят микрорайоны города Краснодара, в том числе:
- микрорайон имени Петра Метальникова;
- Кирпичный завод;
- микрорайон имени Н.И. Вавилова;
- Славянский;
- Фестивальный;
- Солнечный;
- Губернский;
- Восточно-Кругликовский;
- Поле чудес;
- 1-е отделение агрофирмы «Солнечная»;
- 2-е отделение агрофирмы «Солнечная»;
- 3-е отделение агрофирмы «Солнечная»;
- 1-е отделение ОПХ «КНИИСХ»;
- Авиагородок;
- Немецкая деревня;
- 9-й километр;
- Репино;
- микрорайон имени Г.К. Жукова (ЭНКА);
- микрорайон Демьяна Бедного;
- Северный;
- Декоративный;
- Калинино (бывший посёлок городского типа);
- Московский;
- Музыкальный;
- Плодородный-2 и др.

Прикубанскому округу также подчинены 3 сельских округа, объединяющих 20 населённых пунктов:
 Берёзовский сельский округ — 13 623 чел.
- посёлок Берёзовый — 6 743 чел.;
- посёлок Колосистый — 2 080 чел.;
- посёлок Краснолит — 277 чел.;
- посёлок отделения № 2 СКЗНИИСиВ — 2 408 чел.;
- посёлок отделения № 3 СКЗНИИСиВ — 333 чел.;
- посёлок отделения № 3 ОПХ КНИИСХ — 64 чел.;
- хутор Восточный— 56 чел.;
- хутор Копанской — 1 387 чел.;
- хутор Новый — 128 чел.;
- хутор Черников — 147 чел.;

 Елизаветинский сельский округ — 29 097 чел.
- станица Елизаветинская — 24 755 чел.;
- посёлок Белозёрный — 4 342 чел.;

 Калининский сельский округ — 11 461 чел.
- посёлок Дружелюбный — 380 чел.;
- посёлок Индустриальный — 4 785 чел.;
- посёлок Краснодарский — 681 чел.;
- посёлок Лазурный — 2 754 чел.;
- посёлок Плодородный — 1 079 чел.;
- посёлок Победитель — 409 чел.;
- посёлок Российский — 707 чел.;
- хутор Октябрьский — 666 чел.;

### Населённые пункты
| №  | Населённый пункт         | Тип населённого пункта | Население | Сельский округ |
| -- | ------------------------ | ---------------------- | --------- | -------------- |
| 1  | Белозёрный               | посёлок                | ↗5316     | Елизаветинский |
| 2  | Берёзовый                | посёлок                | ↗7605     | Берёзовский    |
| 3  | Восточный                | хутор                  | ↗56       | Берёзовский    |
| 4  | Дружелюбный              | посёлок                | ↗380      | Калининский    |
| 5  | Елизаветинская           | станица                | ↘23 841   | Елизаветинский |
| 6  | Индустриальный           | посёлок                | ↘3963     | Калининский    |
| 7  | Колосистый               | посёлок                | ↗2080     | Берёзовский    |
| 8  | Копанской                | хутор                  | ↗1387     | Берёзовский    |
| 9  | Краснодарский            | посёлок                | ↘681      | Калининский    |
| 10 | Краснолит                | посёлок                | ↘277      | Берёзовский    |
| 11 | Лазурный                 | посёлок                | ↗6006     | Калининский    |
| 12 | Новый                    | хутор                  | ↗128      | Берёзовский    |
| 13 | Октябрьский              | хутор                  | ↗666      | Калининский    |
| 14 | отделения № 2 СКЗНИИСиВ  | посёлок                | ↗2408     | Берёзовский    |
| 15 | отделения № 3 ОПХ КНИИСХ | посёлок                | ↗64       | Берёзовский    |
| 16 | отделения № 3 СКЗНИИСиВ  | посёлок                | ↘333      | Берёзовский    |
| 17 | Плодородный              | посёлок                | ↗1079     | Калининский    |
| 18 | Победитель               | посёлок                | ↗409      | Калининский    |
| 19 | Российский               | посёлок                | ↗6860     | Калининский    |
| 20 | Черников                 | хутор                  | ↗147      | Берёзовский    |